# San Giovanni degli Eremiti

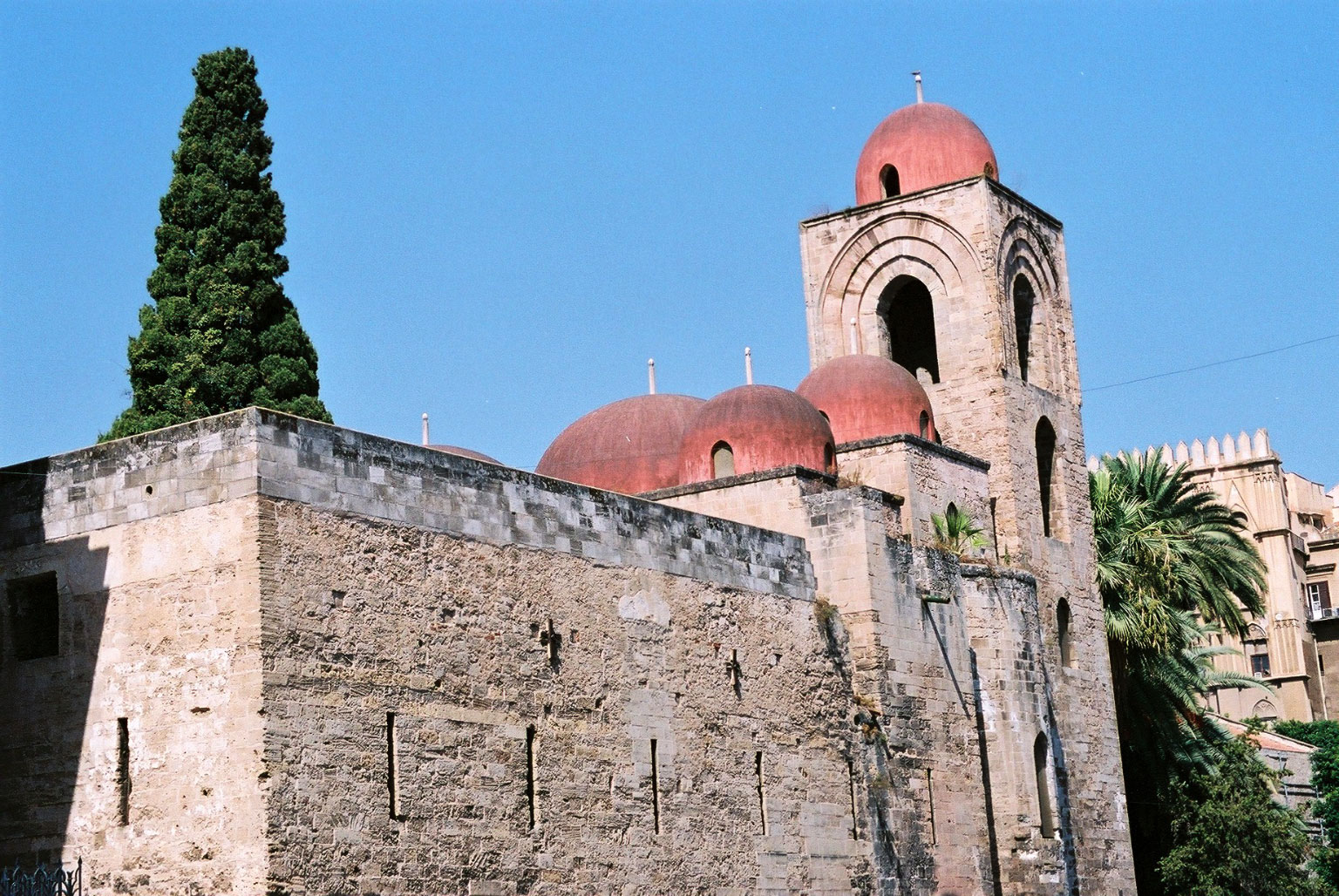
Kościół San Giovanni degli Eremiti w Palermo na Sycylii

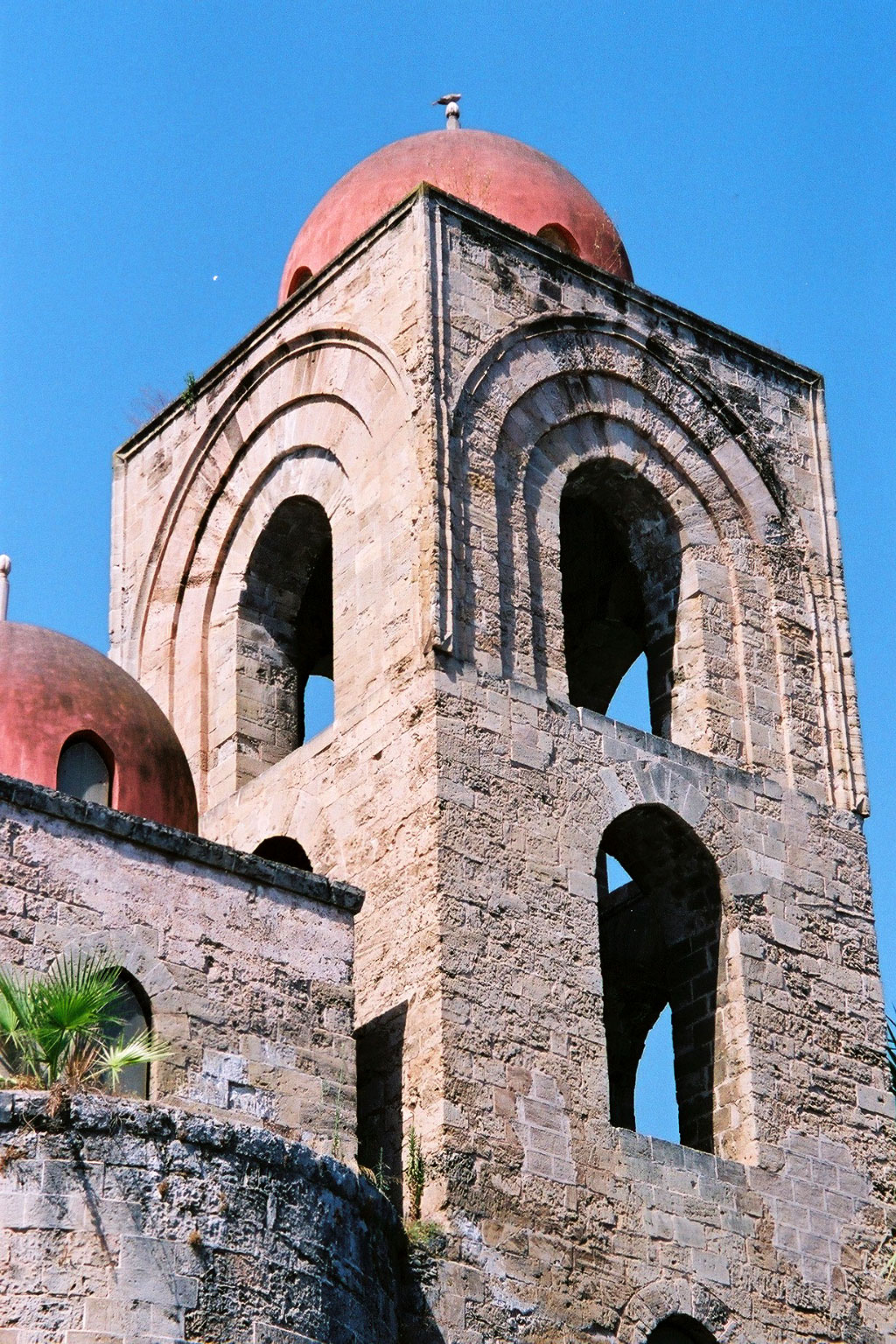
Wieża Kościoła San Giovanni degli Eremiti w Palermo na Sycylii

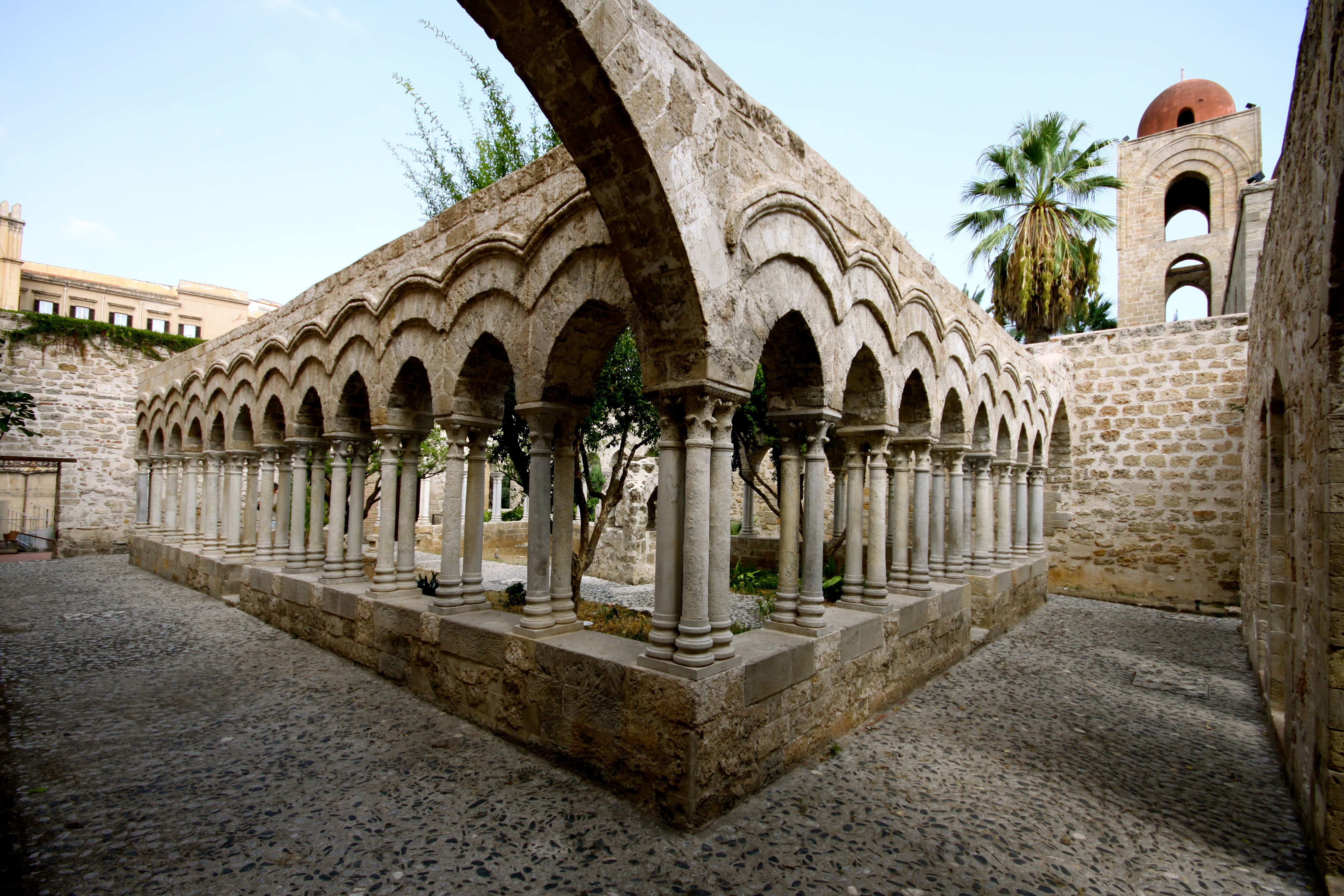
Arkadowy dziedziniec przy kościele San Giovanni degli Eremiti

Kościół San Giovanni degli Eremiti (Kościół pod wezwaniem Świętego Jana od Pustelników, wł. Chiesa di San Giovanni degli Eremiti) – zachowany do dziś średniowieczny kościół w centrum Palermo na Sycylii, posiadający wyraźne cechy architektury normańskiej i arabskiej.  Obecnie kościół ma charakter zabytku i nie jest w nim sprawowana liturgia mszy świętej.
W 2015 został wpisany na listę Światowego Dziedzictwa UNESCO razem z innymi zabytkami architektury arabsko-normańskiej w Palermo oraz katedrami w Monreale i Cefalù.

## Historia kościoła
Budowla składa się z kilku elementów pochodzących z różnych epok. Początki kościoła sięgają VI w. Wzniesiony został za pontyfikatu papieża Grzegorza. Po zdobyciu Sycylii przez Arabów zamieniony został na meczet. Funkcjonował w tym charakterze przez niemal 300 lat. W X w. Arabowie dokonali przebudowy budowli funkcjonującej już jako meczet.  
Pod koniec XI w. normańscy zdobywcy Sycylii przywrócili funkcję kościoła. Z inicjatywy króla Sycylii Rogera II z dynastii normandzkiej dokonano radykalnej przebudowy kościoła, która miała miejsce wkrótce po koronacji króla. Kościół stanowić miał fragment pierwszego chrześcijańskiego klasztoru na Sycylii. W 1136 roku król sprowadził do niego benedyktynów z miasta Vercelli w Lombardii. Budowę całego kompleksu klasztornego ukończono w 1143 roku. W późniejszych wiekach kościół był wielokrotnie przebudowywany, jednak nie naruszono jego zasadniczej struktury pochodzącej z czasów Rogera II.  
Od 1880 prowadzono w kościele prace restauracyjne, którymi kierował Giuseppe Patricolo. Zburzono przylegające do kościoła rudery oraz odsłonięto jego apsydy i północną elewację. Prace restauracyjne przywróciły w dużym stopniu pierwotny, normańsko-arabski wygląd świątyni. 

## Architektura kościoła
Kościół zbudowano na planie krzyża łacińskiego z nawą główną, dwiema nawami bocznymi i trzema absydami. 
Każdy z głównych elementów tworzących strukturę budowli przykryty jest odrębną kopułą w kolorze czerwonym; kopułę posiada również prezbiterium umieszczone w niszy kończącej nawę główną. W rezultacie widziana z zewnątrz budowla przypomina bardziej meczet niż kościół i znacznie bardziej kojarzy się z fragmentem starego Damaszku bądź Bagdadu niż konstrukcjami spotykanymi w świecie chrześcijańskim.  Czerwone kopuły dowodzić mają wpływu kultury arabskiej na XII-wieczną Sycylię, widocznego podczas gruntownej rekonstrukcji kościoła przeprowadzonej przez Normanów. W rzeczywistości czerwony kolor kopuł nie jest w pełni oryginalny. Kierujący prowadzonymi pod koniec XIX w pracami restauracyjnymi architekt odnalazł na pokryciu kopuł fragmenty starego czerwonego tynku i w związku z tym nadał kopułom kolor czerwony.    
Obok kościoła za wysokim murem znajduje się dziedziniec otoczony arkadami. Stanowi on najprawdopodobniej najstarszy zachowany fragment klasztoru. Konstrukcja arkad opiera się na podwójnych kolumnach z podtrzymującymi łuki kapitelami w postaci motywów roślinnych. Być może arkadowy układ stanowił fragment dawnego arabskiego meczetu, jest jednak bardziej prawdopodobne, że został on wzniesiony przez lub z inicjatywy sycylijskich Normanów i stanowił fragment klasztoru.